# Кайджо-Мару №2 Го
Кайджо-Мару № 2 Го — транспортне судно, яке під час Другої світової війни взяло участь у операціях японських збройних сил в архіпелазі Бісмарка.

## Передвоєнна історія
Танкер спорудили як Кайджо-Мару в 1937 році на верфі Mitsubishi Heavy Industries у Йокогамі на замовлення компанії Nippon Tanker.
З березня 1941-го новим власником стала компанія Nitto Kogyo Kisen.
12 листопада 1941 судно реквізували для потреб Імперського флоту Японії. З 15 листопада по 20 грудня воно пройшло необхідну модернізацію (корабель отримав захисне озброєння з двох 80-мм гармат) та перейменоване на Кайджо-Мару № 2 Го.

## Вторгнення до архіпелагу Бісмарка
27 грудні танкер вийшов із Йокогами та 3 січня 1942-го прибув на схід Каролінських островів на атол Трук (ще до війни тут була створена потужна база ВМФ, з якої до лютого 1944-го провадились операції в цілому ряді архіпелагів), де провадило заправку кораблів, що готувались до операції з оволодіння архіпелагом Бісмарка.
12 січня 1942-го разом із загоном есмінців воно полишило Трук та вирушило до розташованого на вісімсот кілометрів західніше атола Мейреон (Вулеай). 18 січня танкер приєднався до загону транспортів, котрі прямували з острова Гуам (Маріанські острови) із десантом, призначеним для висадки в Рабаулі на острові Нова Британія. Під час подальшого переходу Кайджо-Мару № 2 Го й далі бункерував кораблі.
Ввечері 22 січня сили вторгнення наблизились до Рабаулу, а вже під вечір наступної доби Кайджо-Мару № 2 Го зміг увійти до внутрішньої гавані цього міста, котре на наступні два роки стане головною передовою базою японців у архіпелазі Бісмарка, з якої провадитимуться операції на Соломонових островах та сході Нової Гвінеї.
Наступні кілька днів Кайджо-Мару № 2 Го провів у Рабаулі, а 31 січня вийшов у зворотній рейс через Трук до Йокосуки, куди прибув 12 лютого.

## Другий рейс до Рабаулу
19 лютого 1942-го судно вийшло з Йокосуки та 27 лютого прибуло на Трук. 1 березня воно рушило далі на південь, але менш ніж за три сотні кілометрів від Труку перехоплене підводним човном Grampus, який торпедував і потопив Кайджо-Мару № 2 Го. Загинуло 90 членів екіпажу та пасажирів.